# Барак (Киргизстан)
Барак (кир. Барак) — киргизьке село, оточене територією Узбекистану. Фактичний статус одного з 91 міжнародного анклаву в світі почався в 1999 році. Адміністративно він є частиною Кара-Суйського району Ошської області Киргизстану. Він оточений Андижанською областю Узбекистану. У 2021 році його населення становило 985 осіб.

## Географія
Невелике містечко, розташоване у Ферганській долині, пізніше було оцінено в 153 родини (приблизно 1000 жителів). Він розташований приблизно за 4 км на північний схід від дороги з Оша (Киргизстан) до Ходжаобаду (Узбекистан) поблизу киргизько-узбецького кордону в напрямку до Корґонтепи. Це ставить його приблизно за 1,5 км від узбецько-киргизького кордону, поблизу села Акташ.
В адміністративному плані село Барак належить до сільської управи Акташ, Кара-Сууський район, Ошська область Киргизької Республіки. Географічно з усіх боків його оточує Кургантепінський район Андижанської області республіки Узбекистан. Від основної території Киргизії його відокремлює смуга в 1,5 км шириною.

## Прикордонна суперечка
Кордон Киргизстану до здобуття незалежності в 1991 році є де-юре міжнародним кордоном, але більшість із них є предметом гарячих суперечок з його сусідами. У серпні 1999 року територія навколо Барака була окупована Узбекистаном, відрізавши її від території Киргизії. Узбецькі війська перекопали та заблокували дорогу до Ак-Таша, а також захопили значні території киргизької землі, яку нібито позичили в радянську епоху, але так і не повернули. Вони закріпилися на більшій частині прикордонної території Киргизстану та відмовилися залишити. Барак став де-факто анклавом лише за 1,5 км від перенесеного основного кордону. Чотири узбецькі анклави та Барак є основними точками спотикання в переговорах про делімітацію кордону, а суперечки зосереджені навколо районів Барак, Сох, Гава та Гавасай (потік). У 2011 році багато селян звернулися до уряду з проханням переселити їх у межах основного кордону. Проте киргизькі чиновники побоюються, що якщо люди покинуть Барак, Киргизстан не зможе зберегти свій анклав.

## Вплив на жителів села
У 2011 році в Бараку проживало 153 родини та понад 1000 осіб. Анклав оточений Узбекистаном. «У Бараку є сільська школа, культурний центр і невеликий магазин. Але немає ні поштових відділень, ні державних будівель, ні будь-якої іншої роботи. Немає банку. Барак крихітний».
Барак став анклавом, коли узбецькі сили заблокували дорогу, що веде до Ак-Таша, найближчого киргизького села та прикордонного сполучення, від якого воно залежить. У наступні три роки прикордонний контроль був значно посилений, із щоденною рутиною вичерпних прикордонних перевірок для жителів. У лютому 2003 року селяни вирушили в Ош, щоб протестувати проти узбецьких обмежень на кордоні. Там випадкова зустріч із прем’єр-міністром Миколою Танаєвим призвела до того, що Узбекистан зняв бетонну блокаду та знову відкрив дорогу. Наступного місяця офіційні особи двох штатів підписали протокол про послаблення обмежень для жителів Барака. На практиці, однак, нічого не змінилося для спрощення процедур їх входу та виходу.

## Радянські кордони
Демаркація кордону, яка колись мала значущість, тепер драматично впливає на життя звичайних людей. Національно-територіальне розмежування СРСР 1924–1927 рр. було першою главою історії переміщення кордонів у ХХ столітті, яка тривала й поза межами Розпад Радянського Союзу.
Незважаючи на те, що за радянських часів створювалося багато демаркаційних комісій, жодна з них не вирішила повністю питань щодо ізольованих територіальних анклавів, тимчасової оренди землі, яка ніколи не поверталася, неоплачених договорів оренди та суперечливих карт, на яких показані кордони в різних місцях. Радянські прикордонні комісії в 1920-х і 1950-х роках зазнали невдачі. щоб закінчити свою роботу. Творці карт цієї епохи, ймовірно, ніколи не думали, що їхні лінії колись стануть міжнародними кордонами. Проекти державного планування вільно перетинали внутрішні кордони. Навіть коли існували договори оренди землі, орендна плата часто залишалася неотриманою, а земля не поверталася після закінчення терміну дії договору.
Кордони у Ферганській долині в радянські часи мало стосувалися повсякденного життя. Отже, подальша демаркація її міжнародних кордонів була складною. У результаті сьогодні значні площі землі, на які офіційно претендує одна держава у Ферганській долині, обробляються громадянами інших держав, прикладом чого є кордон Баткен-Ісфара (Киргизстан-Таджикистан), де понад 1300 га землі є спірними.
Подібна ситуація існує вздовж узбецько-киргизького кордону, де до 1991 року Узбецька РСР орендувала велику кількість землі для сільськогосподарського та промислового використання. Незважаючи на оренду на фіксовані терміни, Узбецька РСР часто ніколи не повертала землю і не платила орендної плати, що супроводжувалося неминучим зростанням поселень з часом. Наприклад, у 1999 році киргизький депутат заявив, що має копію угоди 1960-х років про оренду 45 000 гектарів Узбецькій РСР, яка мала припинити свою дію в 1980 році. Киргизстан також має деякі території, які він орендував для розведення великої рогатої худоби в радянський період і які він не здався.

## Ускладнення незалежності
У 1991 році незалежність представляла складну та невизначену географію. Республіки Ферганської долини були спадкоємцями десятиліть моделей землекористування, які вільно переступали кордони. Ці кордони ніколи не були повністю демарковані, і різні карти показували різні кордони.
Наслідки планування радянської епохи не відчувалися в роки, що відбулися відразу після здобуття незалежності, за винятком короткої кризи в 1993 році. Щоденне транскордонне життя в долині тривало майже безперервно, великі прикордонні території використовували жителі сусідніх держав. Це відбувалося як через незаконне самозахоплення, так і через існуючу строкову оренду території. Наприклад, Мархаматська область Узбекистану використовувала 6885 гектарів землі Ошської та  Аравонської області, межа між якими становить лише близько 125 км (у 2011 році все ще триває суперечка). До 1998 року все ще можна було перетинати державні кордони майже як внутрішні. Однак у 1990-х роках Киргизстан і Узбекистан повільно віддалялися один від одного, коли дві республіки стали диференційованими.

## Конфлікт 1999 року
Великий конфлікт спалахнув у 1999 році, який частково був зосереджений на односторонній демаркації Узбекистаном свого кордону та ймовірному захопленні ним великих площ сільськогосподарських угідь Киргизстану, наданих Узбекистану для тимчасового користування в радянський період, але так і не повернутих.
«13 лютого 1999 року президент Узбекистану Іслам Карімов підтвердив, що основне транскордонне автобусне сполучення Ош-Андіжон, а також багато інших маршрутів у Ферганській долині були припинені. … Закриття кордону прискорилося через три дні, коли в узбецькій столиці Ташкенті прогриміла ретельно організована серія вибухів, у результаті чого загинуло 16 осіб. Узбекистан негайно закрив свій кордон, заходи безпеки були різко посилені, а спеціальні підрозділи були розгорнуті у важливих прикордонних районах. Було побудовано нові диспетчерські пости та модернізовано існуючі об’єкти, у багатьох місцях закрито переправи, розриті дороги та знесені мости. Наслідки цих односторонніх заходів гостро відчули киргизстанці».
Влітку сусідню Баткенську область Киргизстану захопили партизани так званого Ісламського руху Узбекистану (ІДУ). Після цього опозиційна преса продовжувала публікувати численні повідомлення про прикордонну політику Узбекистану, що вторгається до Киргизстану. У серпні 1999 року територія навколо Барака була окупована Узбекистаном, відрізавши її від території Киргизії. Узбецькі сили окопали і перекрили дорогу на Ак-Таш.
Протягом 1999 року уряд Киргизстану не намагався фізично оскаржити новий кордон і супутні контрольні пости, які встановив Узбекистан. Навпаки, Киргизстан прагнув зберегти кордон відкритим для торгівлі, наполягаючи при цьому на початку переговорів про делімітацію кордону. Проте Узбекистан швидко закрив несанкціоновані ним переходи. Односторонні обмеження масово перешкоджали руху як товарів, так і людей. Тим не менш, екстремісти ІДУ знаходили способи діяти через кордон протягом усього 1999 року. Узбецькі війська та прикордонники почали екскурсії до Киргизстану для придушення екстремістів. Незважаючи на те, що влада Киргизстану засудила територіальні порушення, Узбекистан продовжив їх і посилив свої загрози, мінуючи кордон і будуючи загородження та сторожові вежі, іноді глибоко в межах території Киргизії. Узбецькі війська закріпилися на цій території і відмовилися залишати її.
Після закінчення партизанських боїв ІДУ в Баткені виникла нова подія, яка загрожувала спровокувати ще більш серйозну кризу між двома державами, ніж події навесні. Узбекистан не тільки контролював кордон, але й розпочав односторонню демаркацію свого кордону у Ферганській долині. Це не залишилося непоміченим киргизькими журналістами та політиками, які наполегливо заперечували та звинувачували Узбекистан у просуванні прикордонних контрольно-пропускних пунктів уздовж доріг на територію Киргизстану. Приблизно на початку жовтня та пізніше Узбекистан почав зводити «двометрову огорожу з колючого дроту по периметру вздовж великих ділянок кордону Долини та мінувати інші ділянки. Це призвело до широких звинувачень у Киргизстані в тому, що Узбекистан фактично відгороджує десятки тисячі гектарів киргизької землі».

## Киргизько-узбецькі переговори про розмежування
До лютого 2000 року Киргизстан і Узбекистан почали спільну роботу з демаркації киргизько-узбецького кордону; однак прогрес був дуже повільним.
Через рік зустріч прем'єр-міністрів двох країн завершилася обіцянкою зустрітися знову для обговорення питання демаркації кордону, яке стало найгострішим питанням у двосторонніх відносинах. Спірними були близько 150 ділянок на узбецько-киргизькому кордоні. Результатом нових зусиль стало підписання меморандуму, який надав би Узбекистану сухопутний коридор довжиною 40 кілометрів уздовж річки Сох до його анклаву Сох. В обмін на цей коридор Киргизстан повинен був отримати менший коридор до Барака». Меморандум викликав політичну реакцію в Киргизстані і так і не був реалізований.
До лютого 2002 року лише 209 з 1400 кілометрів були спільно демарковані, хоча досліджено 994 кілометри. Але залишилися найбільш спірні моменти: в Ошській і Баткенській областях на вивчення спільною комісією чекало 406 кілометрів. «Робота також виявила основні спірні території як анклави Барак і Сох і райони Гава і Гавасай. Щодо цих ділянок позиції сторін залишилися далекими від збігу».
Згідно зі звітом Міжнародної кризової групи (ICG) за 2004 рік, переговори щодо демаркації кордону були напруженими. Переговори зайшли в глухий кут приблизно щодо 50 спірних місць уздовж кордону між Киргизстаном і Узбекистаном.
У 2006 році процес делімітації тривав шість років, було досягнуто згоди лише на 993 кілометрах державного кордону, протяжність якого склала 1375 кілометрів. Решта 382 кілометри державного кордону не були на існуючих картах і тому залишалися предметом конфлікту та взаємної недовіри.
У звіті 2009 року зазначалося, що «брак фінансування значною мірою перешкоджав зусиллям з демаркації кордону. … Складний рельєф і суперечливі карти радянських часів – надруковані в той час, коли визначення кордонів не було гострою проблемою – є найважчою перешкодою для делімітації. "
Тим не менш, 29 грудня 2010 року відбулося перше засідання міжурядової комісії з делімітації та демаркації кордону після п'ятирічної перерви.
У 2013 році повідомлялося, що прем'єр-міністри двох держав обговорюють ситуацію в анклаві Барак.
  Барак був не єдиним анклавом, який був каменем спотикання в переговорах. Узбецький анклав Сох і три інших узбецьких анклави в Киргизстані також були серйозними проблемами. Узбекистан і Киргизстан делімітували 1058 кілометрів кордону (із загальної протяжності 1378,44 кілометра), що становить понад 70 відсотків загальної протяжності. На початок 2014 року, протягом десяти років після 2004 року, переговори так і не завершилися делімітацією майже 50 ділянок кордону протяжністю близько 300 км.
У 2018 році переговори відновилися, і дві країни досягли домовленості про обмін Барака на землю в Андижанській області в Узбекистані поблизу киргизького села Бірлешкен (Ала-Бука).